# 박승원 (조선귀족)
박승원(朴勝遠, 1895년 3월 17일~1939년 6월 15일)은 일제강점기의 조선귀족으로, 본관은 반남이며 본적은 경성부 적선정이다. 남작 박기양의 장남이다.

## 생애
1915년 11월 11일 일본 정부로부터 종5위에 서위되었으며 1928년 11월 16일 일본 정부로부터 쇼와 대례 기념장을 받으면서 정5위에 서위되었다. 1933년 1월 16일 자신의 아버지였던 박기양이 받은 남작 작위를 승계받았으며 1937년 8월 동요회 발기인으로 참여했다.
그의 작위는 아들 박정서가 습작했다. 친일파 708인 명단의 조선귀족 부문, 민족문제연구소의 친일인명사전 수록자 명단의 수작/습작 부문, 친일반민족행위진상규명위원회가 발표한 친일반민족행위 705인 명단에 포함되었다.

## 참고자료
- 친일반민족행위진상규명위원회 (2009). 〈박승원〉. 《친일반민족행위진상규명 보고서 Ⅳ-6》. 서울. 424~428쪽.